# Caddie (Unternehmen)

Das Unternehmen Caddie wurde 1928 als Ateliers Réunis (Vereinigte Werkstätten) in Schiltigheim (Frankreich) gegründet. Sie stellte Haushaltsgegenstände  und Futtertröge für die Geflügelzucht aus Draht her. 1957 wurden die ersten Einkaufswagen für Supermärkte produziert, das Unternehmen änderte seinen Namen in Ateliers Réunis Caddie.

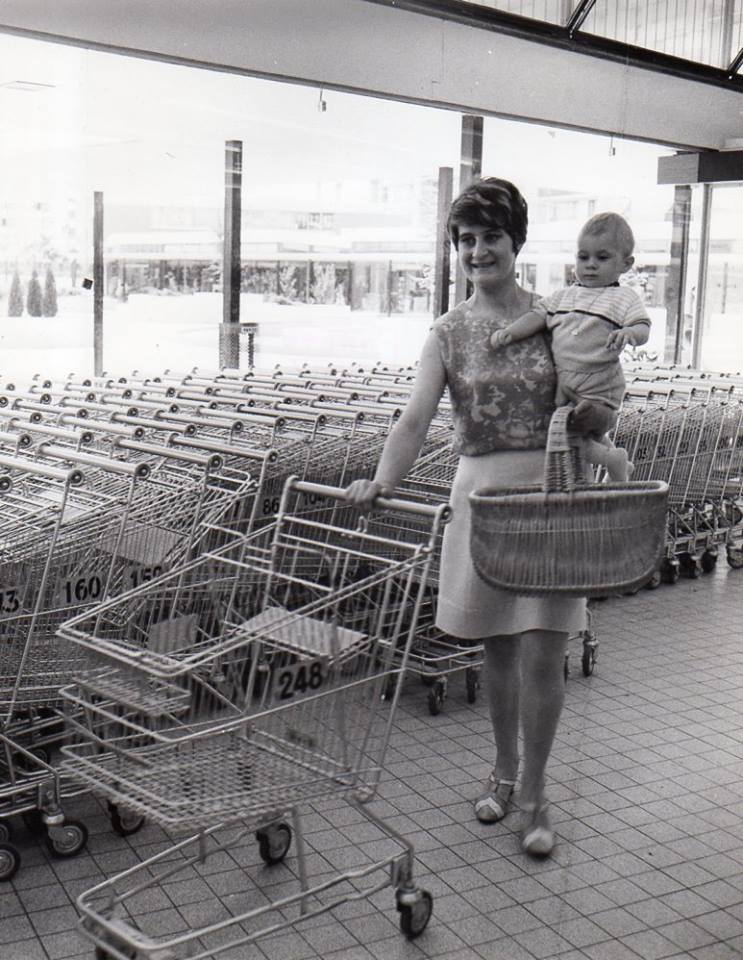
Caddie-Werbung, ca. 1957

## Geschichte
1958 rüstete Caddie den ersten französischen Supermarkt in Rueil-Malmaison mit Einkaufswagen aus. 1973 wurde eine weitere Produktionsstätte in Drusenheim gegründet, wo auf 30.000 m² ausschließlich Einkaufswagen vollautomatisch produziert wurden. Zwischen 1980 und 2000 wurden Vertriebsgesellschaften in den USA, Großbritannien, Belgien, Deutschland und Spanien gegründet. Neue Produktionsstätten entstanden in China und Portugal. 2012 wurde die französische Produktion in Drusenheim konzentriert. 2017 wurde eine neue Produktionsstätte in Dettwiller gegründet. 2019 wurde Caddie vom polnischen Unternehmen Damix übernommen, die Einrichtungen für Läden, Supermärkte, Lager und Tankstellen herstellt. 2022 wurde Caddie von der Gruppe Cochez übernommen.

### Anfänge
Nach dem Zweiten Weltkrieg besuchte Raymond Joseph, der Unternehmensgründer, die USA, dort lernt er die ersten Supermärkte mit ihren Einkaufswagen kennen. Er beschloss, auch solche Wagen zu produzieren und nannte sie Caddie, nach den kleinen Golfwagen. Er ließ sich die Marke schützen, sie wurde in Frankreich zu einem Deonym. In ihrer Hochzeit, den Jahren 1970 bis 1980, beschäftigte das Unternehmen bis zu 1300 Personen.

### Niedergang
Die Nachfolgerin von Raymond Joseph, Alice Deppen-Joseph, weigerte sich in den 1990er Jahren, die Produktion auf Plastik statt Metall umzustellen. Ab den Jahren 1990 übernahm das deutsche Unternehmen Wanzl die Marktführerschaft. Die finanzielle Situation verschlechterte sich, 2012 musste zum ersten Mal Konkurs angemeldet werden. Die Gesellschaft wurde von Altia, einem Automobilzulieferer, übernommen. Weitere finanzielle Schwierigkeiten führten 2014 erneut zum Konkurs, im Elsass wurden nur noch 400 Personen beschäftigt. Stéphane Dedieu, der ehemalige Produktionsleiter übernahm die Gesellschaft, zusammen mit der polnischen Damix, die Mitarbeiterzahl sank auf 269. 2018, zur 90-Jahr-Feier, hatte sich der Umsatz auf 31,5 Mio. € erhöht, die Produktion wurde in Dettwiller konzentriert, weiterer Verlust von ca. 50 Arbeitsplätzen. Im Januar 2022 musste Caddie erneut Konkurs anmelden. Das Insolvenzverfahren wurde im März 2022 abgeschlossen und die Gruppe Cochez, bekannter unter dem Namen Ponticelli, übernahm das Unternehmen mit 113 der 139 Angestellten. 2023 wurde die Produktion von Wagen aus Plastik eingestellt, Anfang 2024 wurde erneut über eine Auffanggesellschaft (Redressement judiciaire) zur Lösung der finanziellen Probleme verhandelt. Im Juli 2024 ordnete das Gericht die Liquidation der Firma an, wegen mangelnder Aussicht, wieder rentabel zu werden. Die letzten 110 Arbeitnehmer wurden entlassen.